# Hakusanobaatar
Hakusanobaatar （ハクサノバータル マツオイ） è un genere di mammiferi estinti appartenenti all'ordine dei Multituberculata, famiglia Eobaataridae. I resti fossili provengono dal Cretaceo inferiore del Giappone. Questi erbivori vissero durante l'era Mesozoica, conosciuta anche come "l'era dei dinosauri". Furono tra i rappresentanti più evoluti del sottordine informale dei "Plagiaulacida".

## Descrizione
( Nao Kusuhashi, Early Cretaceous multituberculate mammals from the Kuwajima Formation (Tetori Group), central Japan, in Acta Palaeontologica Polonica, vol. 53, n. 3, 2008,  pp. 379-390.)

## Distribuzione
I suoi resti sono stati scoperti negli strati databili al Cretaceo inferiore (Barremiano o Aptiano) della Formazione Kuwajima, presso la città di Hakusan nel distretto di Shiramine, prefettura di Ishikawa, in Giappone.

## Specie
La specie Hakusanobaatar matsuoi venne classificata da Nao Kusuhashi nel 2008,  ed è la specie tipo per monotipia.

## Etimologia
Il nome Hakusanobaatar indica il sito dove il materiale riferito a questo genere è stato scoperto, la città giapponese di Hakusan, e il monte attiguo dove si sviluppa il "Gruppo Tetori", una serie di Formazioni sedimentarie risalenti al Cretaceo, più il suffisso Mongolo "baatar"= eroe, usato spesso nella classificazione dei multitubercolati.
Il nome della specie, matsuoi, si deve invece al Dr. Hidekuni Matsuo, che ha contribuito largamente agli studi paleontologici del sito “Kuwajima Kaseki-kabe”.

## Tassonomia
Sottoclasse  †Allotheria Marsh, 1880
- Ordine †Multituberculata Cope, 1884:
  - Sottordine †Plagiaulacida Simpson, 1925
    - Ramo Plagiaulacidae
      - Famiglia †Eobaataridae Kielan-Jaworowska, Dashzeveg & Trofimov, 1987
        - Genere †Eobaatar Kielan-Jaworowska, Dashzeveg & Trofimov, 1987
          - Specie †E. magnus Kielan-Jaworowska, Dashzeveg & Trofimov, 1987
          - Specie †E. minor Kielan-Jaworowska, Dashzeveg & Trofimov, 1987
          - Specie †E. hispanicus Hahn & Hahn, 1992
          - Specie †E. pajaronensis Hahn & Hahn, 2001
          - Specie †E. clemensi Sweetman, 2009

        - Genere †Loxaulax Simpson, 1928
          - Specie †L. valdensis Simpson, 1928

        - Genere †Monobaatar Kielan-Jaworowska, Dashzeveg & Trofimov, 1987
          - Specie †M. mimicus Kielan-Jaworowska, Dashzeveg & Trofimov, 1987

        - Genere †Parendotherium Crusafont Pairó & Adrover, 1966
          - Specie †P. herreroi Crusafont Pairó & Adrover, 1966

        - Genere †Sinobaatar Hu & Wang, 2002
          - Specie †S. lingyuanensis Hu & Wang, 2002
          - Specie †S. xiei Kusuhashi et al., 2009
          - Specie †S. fuxinensis Kusuhashi et al., 2009

        - Genere †Heishanobaatar Kusuhashi et al., 2010
          - Specie †H. triangulus Kusuhashi et al., 2010

        - Genere †Liaobaatar Kusuhashi et al., 2009
          - Specie †L. changi Kusuhashi et al., 2009

        - Genere †Hakusanobaatar Kusuhashi, 2008
          - Specie †H. matsuoi Kusuhashi, 2008

        - Genere †Tedoribaatar Kusuhashi, 2008
          - Specie †T. reini Kusuhashi, 2008